# 1297 Quadea
1297 Quadea è un asteroide della fascia principale. Scoperto nel 1934, presenta un'orbita caratterizzata da un semiasse maggiore pari a 3,0196327 UA e da un'eccentricità di 0,0753273, inclinata di 9,00852° rispetto all'eclittica.
Il suo nome è dedicato al suocero del fratello.